# Псевдол
«Псевдол» (на русском языке издавался также под названием «Раб-обманщик»; лат. Pseudolus) — комедия-паллиата римского драматурга Тита Макция Плавта, поставленная в 191 году до н. э.
Сохранилась дидаскалия, из которой известно, что «Псевдол» был впервые поставлен на сцене на Мегалесийских играх, организованных по случаю освящения храма Кибелы. При этом играми в целом и спектаклем в частности руководил не эдил, как обычно, а городской претор.
Главный герой пьесы — традиционный для Плавта персонаж, хитрый раб, который заранее объявляет, что обманет своего господина Симона. Основное содержание сюжета — ухищрения, на которые идёт Псевдол, чтобы обеспечить сыну хозяина Калидору воссоединение с любимой, Феникией.
Несмотря на некоторые проблемы с композицией, «Псевдола» относят к лучшим произведениям Плавта